# マルゲーツヘーヒハイム
マルゲーツヘーヒハイム (ドイツ語: Margetshöchheim) はドイツ連邦共和国バイエルン州ウンターフランケン地方のヴュルツブルク郡の町村（以下、本項では便宜上「町」と記述する）であり、マルゲーツヘーヒハイム行政共同体の本部所在地である。

## 地理
マルゲーツヘーヒハイムはヴュルツブルクの北約10kmのマイン川左岸に位置する。対岸はファイツヘーヒハイムである。

### 隣接する市町村
北はともにマルゲーツヘーヒハイム行政共同体を形成するエアラブルン (3km) とライナッハ (5km)、南にはツェル・アム・ゼー、東のマイン川対岸にファイツヘーヒハイムが位置する。

### 自治体の構成
この町は、公式にはマルゲーツヘーヒハイム集落単独で構成される。

## 歴史
1227年にマイン川左岸のホッホハイム (Hochheim) の住民に関する記述が初めて記されている。1330年には "Hochheim sanctae Margarethae"（聖マルガレーテのホッホハイム） という村の名前が記録されている。マルゲーツヘーヒハイムはヴュルツブルク司教領の一部として、1803年にまずバイエルン大公領に世俗化された。プレスブルクの和約（1805年）に基づきトスカーナ大公フェルディナンド3世により創設されたヴュルツブルク大公国に移されたが、1814年に最終的にバイエルン王国領となった。バイエルンの行政改革に伴う1818年の市町村再編により現在の自治体が成立した。1865年に設けられたアウクスブルクのフランチェスコ女子修道会の星の聖母修道院は2003年まで存続していた。

### 人口推移
- 1970年 2,236人
- 1987年 2,768人
- 2000年 3,243人

## 行政

### 首長
2008年5月1日以後、第1町長はヴァルデマール・ブローン (CSU) である。

### 議会
マルゲーツヘーヒハイムは第1町長の他16人の議員からなる。

### 姉妹都市
- Biéville-Beuville （フランス、カルヴァドス県）1993年

## 文化と見所

### スポーツ
2006年までマルゲーツヘーヒハイムの3大スポーツクラブといえば、フスバルフェライン・マルゲーツヘーヒハイム（FVM、サッカークラブ）、テニスクラブ・マルゲーツヘーヒハイム (TCM)、トゥルナー・ブント・ヤーン・マルゲーツヘーヒハイム（TBJ、体操クラブ）であった。この3つのクラブでほとんどすべての種目が提供されていた。登録メンバーの統合を含めたクラブの合併が検討され、2006年3月16日に実施された。新しいクラブの名称は、SG マルゲーツヘーヒハイム 06である。

### 年中行事
年に1度マルガレーテ祭が開催される。期日は、7月の最後から2番目の週末である。マルガレーテ祭では町内の大きなサークルのほとんどすべてが売店や屋台を出店する。この祭は10年以上前からマイン通りで開催されている。またこの祭はマイン川の牧歌的な風景の中で、地元や世界の料理や飲み物、あるいは特定の民族グループとふれあう大きな機会でもある。

## 経済と社会資本
食品のマーケット、薬局やドラッグストアの他、マルゲーツヘーヒハイムには2軒の地元の肉屋と1軒のパン屋がある。この他に、理学療法のクリニックや小児科から歯科まで多くの医院がある。

### 交通
マルゲーツヘーヒハイムは州道2300号線沿いにあり、この道を通ってマイン川沿いに約7km遡るとヴュルツブルクである。
この町はバス路線22系統でヴュルツブルクと結ばれている。通勤・通学の交通は約20分間隔で（ツェル・アム・マイン経由で）ヴュルツブルクへ運行されており、30分ほどで到着する。52系統と8068系統によってライナッハやツェリンゲンとも結ばれている。
さらにマルゲーツヘーヒハイムは自転車道やヴュルツブルクからのマイン川船の便もある。ルートヴィヒ・フォルク・シュテーク（橋）を経由する短い遊歩道がファイツヘーヒハイムまでつながっている。

### 施設
- 消防団
- 幼稚園
- 基礎課程・本課程学校
- 青少年センター

## 引用
1. ↑  https://www.statistikdaten.bayern.de/genesis/online?operation=result&code=12411-003r&leerzeilen=false&language=de Genesis-Online-Datenbank des Bayerischen Landesamtes für Statistik Tabelle 12411-003r Fortschreibung des Bevölkerungsstandes: Gemeinden, Stichtag (Einwohnerzahlen auf Grundlage des Zensus 2011)
2. ↑  Bayerische Landesbibliothek Online